# Идеальный дом
«Идеальный дом» (англ. Ideal Home) — американский комедийно-драматический фильм режиссёра и сценариста Эндрю Флеминга.

## Сюжет
Эразмус и Пол — гей-пара, чья жизнь переворачивается вверх дном, когда на их плечи ложится воспитание десятилетнего внука Эразмуса.

## Актёрский состав
- Стив Куган — Эразмус Брамбл, дедушка Билла и телевизионный шеф
- Пол Радд — Пол Морган, партнёр и режиссёр Эразмуса
- Джек Гор — Ангел / Билл Брамбл, внук Эразмуса
- Элисон Пилл — Мелисса
- Джек МакДорман — Бо
- Джесси Люкен — режиссёр
- Эрик Уомак — офицер Форрест
- Дженни Гэбриэлль — Бетти
- Лора Мартинес-Каннингэм — мисс Гарсия
- Моник Канделария — офицер Гутьеррес
- Фрэнсис Ли Маккейн — Дорис

## Производство
В феврале 2016 года было объявлено, что Пол Радд и Стив Куган исполнят главные роли в фильме, режиссурой которого займётся Эндрю Флеминг по собственному сценарию. В июне 2016 года к актёрскому составу присоединился Джек МакДорман.

### Съёмочный процесс
Съёмки фильма начались 11 мая 2016 года в Санта-Фе, Нью-Мексико.

## Релиз
В мае 2016 года компания Remstar Films приобрела права на дистрибуцию фильма в Канаде. Мировая премьера картины состоялась 15 февраля 2018 года на кинофестивале Марди Гра, после чего компания Brainstorm Media приобрела дистрибьюторские права на фильм на территории США. Картина вышла в прокат 29 июня 2018 года.

## Принятие
На интернет-агрегаторе Rotten Tomatoes фильм имеет рейтинг 67 % на основе 42 рецензий со средним баллом 5.4/10. Metacritic дал фильму 62 балла из 100 возможных на основе 10 рецензий, что соответствует статусу «в целом положительные отзывы».